# Transversal Austral
La Transversal Austral (E40) es una carretera de Ecuador que atraviesa las provincias de Santa Elena, Guayas, Cañar, Azuay y Morona Santiago. Está dividida en dos ramales: el ramal occidental se desplaza por las provincias de Santa Elena, Guayas y Cañar, mientras el ramal oriental, por las provincias de Azuay y Morona Santiago.

## Recorrido

### Provincias deSanta ElenayGuayas
El ramal occidental de la E40 parte de la ciudad costera de Salinas, en la provincia de Santa Elena. En el área urbana de Salinas, la transversal se interseca con el término sur de la Troncal del Pacífico (E15). Aquí la E40 se inicia con rumbo sureste hasta llegar a la localidad de Progreso, en la provincia de Guayas, donde conecta con la Vía Colectora Posorja - Nobol (E489). En Progreso, la E40 toma rumbo nororiental hasta llegar a la localidad de Chongón dentro de los límites urbanos de Guayaquil.
La E40 entra a Guayaquil con el nombre de Vía a la Costa; sus próximos 15 kilómetros constituyen la principal arteria vial del oeste de Guayaquil y sirven de acceso a decenas de urbanizaciones privadas. Luego de pasar Puerto Azul, la mayor y la más oriental de estas urbanizaciones, la Vía a la Costa llega a un enlace de trébol con la Vía Perimetral. La Vía a la Costa (con el nombre de Avenida del Bombero) continúa hacia el centro de la ciudad, pero la denominación de E40 pasa a la Vía Perimetral con dirección norte.
El tramo de la Perimetral que lleva la E40 pasa junto al campus Prosperina de la ESPOL y pronto atraviesa algunas de las zonas más populosas de Guayaquil: Prosperina, La Florida, El Fortín, Flor de Bastión y Montebello. En el sector de Pascuales la Perimetral se interseca con la Vía a Daule (E48) y la Avenida Francisco de Orellana en sendos tréboles; en este último la denominación de E40 abandona la Perimetral y pasa a la Avenida Francisco de Orellana con dirección norte. Un kilómetro al norte, la Av. Orellana/E40 cruza el Río Daule por el Puente Vicente Rocafuerte y entra a la parroquia La Aurora (cantón Daule) con el nombre de Avenida León Febres-Cordero Ribadeneyra. 7 km al este la E40 pasa por un intercambiador con la E486 y entra a la parroquia La Puntilla del cantón Samborondón con el nombre de Avenida Samborondón y dirección general norte-sur.
En el extremo sur del cantón Samborondón, en la confluencia de los ríos Daule y Babahoyo, la E40 toma el Puente de la Unidad Nacional hacia Eloy Alfaro (Durán) y atraviesa el río Babahoyo. Desde Durán, la Transversal Austral (E40) continua hacia el oriente hasta llegar a la localidad de El Triunfo en la frontera de las provincias de Guayas y Cañar. La mayor parte de este tramo de la vía está regulado con una velocidad máxima de 100 km/h.

### Provincia deCañar
En la localidad de El Triunfo en la Provincia de Cañar, la Transversal Austral (E40) toma dirección suroriental llegando a la localidad de La Troncal donde nuevamente retoma su dirección oriental. La carretera entonces asciende la Cordillera Occidental de los Andes hasta una altura de aproximadamente 2800 metros sobre el nivel del mar para finalmente desembocar en la Troncal de la Sierra (E35) cerca de la localidad de Zhud (también en la Provincia de Cañar).
La Troncal de la Sierra (E35) conecta los ramales occidental y oriental de la Transversal Austral (E40). La unión con el ramal oriental de la Transversal Austral (E40) se ubica al sur de la ciudad de Azogues en el límite fronterizo entre las Provincias de Cañar y Azuay. Esta unión se encuentra ubicada en el valle interandino. El tramo entre Zhud y el límite fronterizo entre las Provincias de Cañar y Azuay compartido por la Troncal de la Sierra (E35) y por la Transversal Austral (E40) y lleva por consiguiente la denominación E35/E40. 

### Provincia delAzuay
El ramal occidental de la Transversal Austral (E40) se separa de la Troncal de la Sierra (E35) poco después de ingresar en la provincia para cruzar la Cordillera Oriental de los Andes en dirección oriental y nororiental a través del cañón del río Paute y pasando por la ciudad de Paute. La mayor parte de este tramo está bien mantenido gracias al peaje, sin embargo la vía es estrecha, vulnerable a derrumbes en algunos puntos y el límite de velocidad en gran parte del tramo es de 60 km/h.

### Provincia deMorona Santiago
La vía sigue el cañón del río Paute hasta llegar a la localidad de Bella Union (Provincia de Morona Santiago) ubicada en el valle entre la Cordillera Oriental de los Andes y la Cordillera del Cóndor. En esta localidad, la Transversal Austral (E40) se interseca con la Troncal Amazónica (E45). Más allá de esa intersección, se extiende hacia el suroriente y cruza la Cordillera del Cóndor hasta alcanzar la frontera con Perú cerca de la localidad de Santiago. Finalmente, la carretera se extiende en dirección nororiental bordeando la frontera ecuato-peruana.

## Concesiones
La Transversal Austral (E40) en la provincia del Guayas en el tramo de aproximadamente 25.40 km entre Eloy Alfaro (Durán) y Boliche está concesionado a la empresa privada CONSEGUA S.A. por lo que es necesario el pago de peajes a lo largo de su recorrido. En la provincia del Azuay en el tramo entre la división con la antigua vía Panamericana y Paute la empresa pública EMVIAL tuvo la concesión de la vía hasta el 19 de marzo del 2012.

## Localidades destacables
De oeste a este:
- Salinas, Santa Elena
- La Libertad, Santa Elena
- [[Archivo:|20x20px|border|Bandera de Santa Elena (Ecuador)]] Santa Elena, Santa Elena
- Guayaquil, Guayas
- Durán, Guayas
- El Triunfo, Guayas
- La Troncal, Cañar.
- Suscal, Cañar.
- El Tambo, Cañar.
- Cañar, Cañar.
- [[Archivo:|20x20px|border|Bandera de Azogues]] Azogues, Cañar.
- Paute, Azuay.
- Guachapala, Azuay.
- El Pan, Azuay.
- Sevilla de Oro, Azuay.
- Santiago de Méndez, Morona Santiago.
- Santiago, Morona Santiago.